# 日本大龍蝨
日本大龍蝨（學名：Cybister chinensis），又名中華真龍蝨、日本龍蝨或松寄生，是龍蝨科大龍蝨屬的一個鞘翅目昆蟲物种。原生於东亚，本物種是一種肉食性昆蟲，以池塘裡的蝌蚪、小魚或水生昆蟲為食，成長後長約3.3—4.2 cm（1.3—1.7英寸）。

## 參看
- 水生昆蟲
- 食用昆蟲